# Xi Shi
Xi Shi (chinesisch 西施, Pinyin Xī Shī; * um 506 v. Chr.; † unbekannt) ist eine der Vier Schönheiten des antiken Chinas. Sie soll zur Zeit der Frühlings- und Herbstannalen in Zhuji, der Hauptstadt des antiken Staates Yue, gelebt haben.
Xi Shi war so schön, dass die Fische von ihrer Schönheit geblendet waren, wenn sie sich über den Balkon lehnte, um sich im Teich anzusehen, dass sie das Schwimmen vergaßen und langsam auf den Grund sanken. Xī Shī chén yú 西施沉魚 ‚Xi Shi lässt die Fische sinken‘.

## Xi Shis Geschichte
Xi Shis Vater war ein Holzfäller, der im Westen des Dorfes Huansha lebte; deshalb ist ihr Spitzname Xi 西 „West“. Als Xi Shis Herr, König Goujian von Yue 494 einen Krieg gegen König Fuchai von Wu verlor, plante er mit seinem Berater Wen Zhong Rache, die sogenannte ‚Strategie der Schönheit‘ (meiren ji 美人計). Es war bekannt, dass König Fuchai schönen Frauen nicht widerstehen konnte. Der Minister Fan Li stieß dann auf die hübschen Frauen Xi Shi und Zheng Dan. Beide wurden König Fuchai von Wu übergeben, so dass er sich nicht mehr mit dem Regieren befasste und auch nicht auf die Warnungen seines Generals Wu Zixu reagierte. König Fuchai ließ sogar den Guanwa-Palast (Palast der schönen Frauen) erbauen. König Goujian führte schließlich seinen Gegenschlag aus und besiegte die Armee von Wu. König Fuchai wählte daraufhin den Freitod.
Der Legende nach lernte Xi Shi mit einer außergewöhnlichen Grazie zu gehen und trainierte auf den Stadtmauern, so dass jeder sie sehen konnte. Die Menschen wurden so von ihrer Arbeit abgelenkt. Nach kurzer Zeit zahlten die Leute Geld, um sie auf Märkten zu sehen. Nach drei Jahren waren die Menschen und der König von Wu so abgelenkt und verweichlicht, dass es ein Leichtes für König Goujian war, das Wu-Reich zu besiegen.
Einige Gelehrte sind der Auffassung, dass Xi Shi und Zheng Dan nicht die Namen von zwei Frauen waren, sondern lokale Begriffe für „Schönheit“ und „Exzellenz“.
In einigen Geschichten wurde Xi Shi später die Frau von Fan Li. Nach einer anderen Geschichte ertrank Xi Shi in einem Fluss.
Nach einer Anekdote lief Xi Shi aufgrund von Schmerzen mit gerunzelter Stirn umher, als sie einst Halsschmerzen hatte. Das hässlichste Mädchen des Dorfes, Dōng Shī (東施), ahmte diesen Gesichtsausdruck nach und wurde noch hässlicher. Bei ihrem Anblick suchten die Menschen das Weite. So entstand das Sprichwort Dōng Shī xiào pín 東施效颦 ‚Dong Shi runzelt ihre Stirn‘, was so viel bedeutet wie „blindes Kopieren mit groteskem Ergebnis“.

## Einfluss
Die taiwanischen Betelnuss-Mädchen (Bīnláng Xīshī) sind nach Xi Shi benannt.